# Stadio Mario Lancellotta
Lo stadio Mario Lancellotta è un impianto sportivo ubicato nella zona nord di Isernia, è adibito a campo di calcio delle gare interne dell'Isernia Football Club e di gare di atletica.

## Storia
Lo stadio, inaugurato nel 1998, sostituisce il vecchio e storico impianto situato al centro della città (ora abbattuto per fare posto all'auditorium di Isernia) che era intitolato alle vittime del X settembre 1943. Lo stadio fu fortemente voluto e fatto realizzare dall'allora  presidente della Regione Molise prof.Giustino D'Uva che da isernino amava lo sport e la sua città come pochi altri. Il 15 novembre del 2008 è stato intitolato a Mario Lancellotta, ex sindaco e presidente del Comitato Regionale CONI Molise tra il 1976 e il 1998.

## Struttura
Fanno parte dello stadio un campo da calcio in erba naturale, una pista di atletica e un campo da calcio in erba sintetica (antistadio).
Lo stadio ha attualmente una capienza complessiva di 1592 spettatori, così distribuiti:
- Tribuna coperta (Settore A): 1350
- Settore ospiti (Settore B): 242

Come da verbale della Commissione Comunale di Vigilanza di Pubblico Spettacolo del 12 dicembre 2014, risulta attualmente inibita al pubblico la tribuna metallica prefabbricata (Settore C) adiacente al settore ospiti.